# Campo de Villavidel
Campo de Villavidel es un municipio y villa española de la provincia de León, en la comunidad autónoma de Castilla y León.
Situado a la izquierda del río Esla, los terrenos de Campo de Villavidel limitan con los de Palanquinos al noreste, Riego del Monte al este, Jabares de los Oteros y Cabreros del Río al sur, y Villavidel al oeste.

## Demografía
Cuenta con una población de 205 habitantes (INE 2024).
| Gráfica de evolución demográfica de Campo de Villavidel entre 1857 y 2021 |
| |
| Población de derecho según los censos de población del INE Población de hecho según los censos de población del INE Entre el censo de 1857 y el anterior aparece este municipio porque se segrega de Fresno de la Vega |